# Kolenohelea equilis
Kolenohelea equilis är en tvåvingeart som beskrevs av Meillon och Wirth 1987. Kolenohelea equilis ingår i släktet Kolenohelea och familjen svidknott. Inga underarter finns listade i Catalogue of Life.